# Крозвел (Мичиген)
Крозвел (енгл. Croswell) град је у америчкој савезној држави Мичиген. По попису становништва из 2010. у њему је живело 2.447 становника.

## Демографија
Према попису становништва из 2010. у граду је живело 2.447 становника, што је -20 (-0.8%) становника више него 2000. године.
| Група             | 2000.         | 2010.         |
| Белци             | 2.114 (85,7%) | 2.079 (85,0%) |
| Афроамериканци    | 4 (0,2%)      | 12 (0,5%)     |
| Азијати           | 0 (0,0%)      | 5 (0,2%)      |
| Хиспаноамериканци | 311 (12,6%)   | 313 (12,8%)   |
| Укупно            | 2.467         | 2.447         |